# روبن پریمو
روبن پریمو (انگلیسی: Rubén Primo؛ زادهٔ ۱۲ آوریل ۱۹۹۰) بازیکن فوتبال اهل اسپانیا است.
از باشگاه‌هایی که در آن بازی کرده‌است می‌توان به باشگاه فوتبال آلمریا اشاره کرد.